# John Goodsall
John Goodsall (15. února 1953, Middlesex, Velká Británie – 10. listopadu 2021) byl americko-britský progressive rockový a jazz fusionový kytarista nejvíce známý z působení ve skupinách Brand X, Atomic Rooster a The Fire Merchants.

## Život a kariéra
Narodil se v anglickém hrabství Middlesex a žil ve Velké Británii, Los Angeles, Milaně a Minnesotě. Na kytaru začal hrát ve věku sedmi let. V patnácti letech se stal profesionálním hudebníkem, když působil ve skupinách Carola Grimese Babylon, Joe Cockera Grease Band, Juicy Lucy a Hisemanově skupině Colosseum. Po té se účastnil turné nejprve se skupinou The Alan Bown Set, pak s Atomic Rooster, u nichž získal přezdívku "Johnny Mandala."
Po světovém turné se skupinou Brand X v roce 1979 (posledním s Phil Collinsem), se Goodsall přestěhoval do Los Angeles a pracoval jako příležitosný hudebník a jako člen skupiny skupiny Zoo Drive (1980–1987), kde s ním působili Doug Lunn, Paul Delph a člen Atomic Rooster, bubeník Ric Parnell. Dále Goodsall vystupoval a nahrával s Billem Brufordem, Desmond Dekkerem a jamaiskou skupinou The Aces, Peterem Gabrielem, Bryanem Adamsem a dalšími. V roce 1992 vystupoval na turné s Percy Jonesem a Ronnie Ciagem, kdy doprovázeli bývalého klávesistu skupiny Yes Patricka Moraze.
Jeho dcerami jsou Germaine a Natasha. Zemřel 10. listopadu 2021 ve věku 68 let.

## Diskografie

### Brand X

#### Studiové
- Unorthodox Behaviour (1976)
- Moroccan Roll (1977)
- Masques (1978)
- Product (1979)
- Do They Hurt? (1980)
- Is There Anything About? (1982)
- Xcommunication (1992)
- Manifest Destiny (1997)
- Missing Period (1998)

#### Live
- Livestock (1977)
- Live at the Roxy LA (1979, released 1995)
- But Wait, There's Still more! (2017)
- Locked and Loaded (2018)

#### Kompilace
- X-Files: A 20 Year Retrospective (1999), compilation including side projects
- Timeline (2000)
- Trilogy (2003)

### Atomic Rooster
- Nice 'n' Greasy (1973)

### Bill Bruford
- Feels Good to Me (1978)

### Fire Merchants
- Fire Merchants (1989) John Goodsall/Doug Lunn/Chester Thompson
- Landlords of Atlantis (1994) John Goodsall/Doug Lunn/Toss Panos

### Long Beach Mercenaries
- Greasy Fingers (2000)

### Tamiya Lynn
- Tamiya Lynn (1992)

### Franz Pusch
- Only Visions (2010)
- Lustig and Munter (2016)

### Leon Alvarado
- Strangers in Strange Places (2011)

### Cymbalic Encounters
- Cymbalic Encounters (2012)
- Exploration of the Southern Constellation (2015)

## Spolupráce s Zoo Drive
- Lifetimes – Diana Hubbard (1979)
- I'm Only Human – Michael Des Barres (1980)
- Drastic Measures – Lisa Dalbello (1981)
- Streetcar Named Desire – Ava Cherry (1981)
- Targets – Jamie Sherriff (1982)
- Word of Mouth – Toni Basil (1982) s hitem Mickey
- Spheeris – Jimmie Spheeris (1984)
- Tamiya Lynn – Tamiya Lynn (1992)
- A God That Can Dance – Paul Delph (1996)